# Ireneusz Mieczkowski
Ireneusz Mieczkowski (ur. 1948) – polski działacz opozycyjny, pracował w Państwowej Lecznicy Zwierząt w Kolnie k. Łomży. Pełnił funkcję wiceprzewodniczącego Prezydium łomżyńskiego Oddziału NSZZ „Solidarność” Regionu Mazowsze.

## Życiorys
3 lipca 1981 wybrano go na zastępcę przewodniczącego Oddziału w Łomży. Podczas zebrania NSZZ Rolników Indywidualnych „Solidarność” w Kolnie (12 lipca 1981) krytykował władze państwowe. 16 października 1981 był przesłuchiwany w sprawie opublikowania w piśmie łomżyńskiej Solidarności „Sens” tzw. Posłania do I Krajowego Zjazdu NSZZ „Solidarność” od Komitetu Założycielskiego Wolnych Związków Zawodowych w ZSRR. Po wprowadzeniu w Polsce 13 grudnia 1981 stanu wojennego został internowany.